# 姆比亞瓜拉尼語
姆比亞瓜拉尼語（Mbyá Guaraní language），南美洲原住民族群「姆比亞瓜拉尼」使用的語言，属于图皮瓜拉尼语的一種。目前有约6,000巴西人，3,000阿根廷人和8,000巴拉圭人使用。有75%的語意近似於巴拉圭瓜拉尼語。
姆比亞瓜拉尼族人，該族群人口約3萬人，在阿根廷波薩達斯所在省份約有6500人。